# پفالتس

شیر پالاتن

پالاتن (آلمانی: die Pfalz، زبان آلمانی پالاتن: Palz) منطقه‌ای در جنوب غربی آلمان است که کم‌وبیش با ایالت امروزی راینلاند-فالتس تطابق دارد. این منطقه حدود ۵٬۴۵۱ کیلومتر مربع مساحت و ۱٫۴ میلیون نفر جمعیت دارد. پالاتن از غرب با زارلند، از شمال غربی با رشته‌کوه هونزروک، از شرق با هسن و بادن-وورتمبرگ و از جنوب با آلزاس فرانسه محدود می‌شود. اقلیم آن  اقلیم اقیانوسی است و دمای متوسط سالانهٔ هوا حدود ۱۰ درجهٔ سلسیوس است.